# Amerotyphlops illusorium
Amerotyphlops illusorium — вид змій родини сліпунів (Typhlopidae). Ендемік Бразилії. Описаний у 2022 році.

## Поширення і екологія
Amerotyphlops illusorium відомі з типової місцевості, розташованої в муніціпалітеті Транкозу в штаті Баїя, на висоті 30 м над рівнем моря.